# Sazhinita-(La)
La sazhinita-(La) és un mineral de la classe dels silicats que pertany al grup de la dalyita. Rep el nom per la seva relació amb la sazhinita-(Ce).

## Característiques
La sazhinita-(La) és un silicat de fórmula química Na₃La[Si₆O₁₅]·2H₂O. Va ser aprovada com a espècie vàlida per l'Associació Mineralògica Internacional l'any 2004. Cristal·litza en el sistema ortoròmbic. La seva duresa a l'escala de Mohs és 3.
Segons la classificació de Nickel-Strunz, la sazhinita-(La) pertany a «09.EA: Fil·losilicats, amb xarxes senzilles de tetraedres amb 4-, 5-, (6-), i 8-enllaços» juntament amb els següents minerals: cuprorivaïta, gil·lespita, effenbergerita, wesselsita, ekanita, fluorapofil·lita-(K), hidroxiapofil·lita-(K), fluorapofil·lita-(Na), magadiïta, dalyita, davanita, sazhinita-(Ce), okenita, nekoïta, cavansita, pentagonita, penkvilksita, tumchaïta, nabesita, ajoïta, zeravshanita, bussyita-(Ce) i plumbofil·lita.

## Formació i jaciments
Va ser descoberta a les pedreres d'Aris, a la regió de Khomas (Namíbia). També ha estat descrita a dues pedreres canadenques: la pedrera Poudrette, dins el municipi regional de comtat de La Vallée-du-Richelieu, i la pedrera Demix-Varennes, al municipi regional de comtat de Lajemmerais, totes dues a Montérégie (Quebec). Aquests tres indrets són els únics de tot el planeta on ha estat descrita aquesta espècie mineral.